# Kazimierz Żorawski
Paulin Kazimierz Stefan Żorawski (też: Żórawski) (ur. 22 czerwca 1866 w Szczukach, zm. 23 stycznia 1953 w Warszawie) – polski matematyk.

## Życiorys
Urodził się w rodzinie Juliusza h. Trąby (1833–1906), dzierżawcy majątku Szczuki, jednego z najbliższych współpracowników Stanisława Chełchowskiego, oraz Kazimiery z Kamieńskich h. Jastrzębiec. Brat Stanisława, Bronisławy, Władysława (1871–1934) – dyrektora cukrowni „Ciechanów”, Juliusza i Anny.
Ukończył gimnazjum klasyczne w Warszawie. W latach 1884–1888 studiował fizykę i matematykę na Cesarskim Uniwersytecie Warszawskim, w latach 1888–1892 na uniwersytetach w Lipsku, Getyndze i Paryżu. W roku 1891 obronił doktorat w Lipsku. W młodości zakochany z wzajemnością w Marii Skłodowskiej, guwernantce w majątku dzierżawionym przez jego ojca (1886–1889), jednak rodzice Kazimierza nie wyrazili zgody na ślub.
W latach 1892–1895 mieszkał we Lwowie, gdzie był docentem prywatnym na Politechnice Lwowskiej. W roku 1895 został mianowany profesorem nadzwyczajnym Uniwersytetu Jagiellońskiego w Krakowie. W trzy lata później został mianowany profesorem zwyczajnym i obejmuje stanowisko dziekana Wydziału Filozofii, a później rektora (1917–1918). Wróciwszy w 1919 roku do Warszawy, wykładał kolejno na Politechnice Warszawskiej i na Uniwersytecie Warszawskim, aż do emerytury w 1936 roku.
W latach 1920–1921 był dyrektorem Departamentu Nauki i Szkolnictwa Wyższego w Ministerstwie Wyznań Religijnych i Oświecenia Publicznego. Od 1900 roku członek AU (PAU), od 1952 PAN, od 1921 TNW (1921–1931 prezes). Współzałożyciel Towarzystwa Matematycznego w Krakowie (1919).
Napisał prace poświęcone zagadnieniom teorii równań różniczkowych, geometrii różniczkowej, teorii grup i mechaniki. Autor Wykładu geometrii analitycznej (tom 1 i 2, 1930–1931).
Został pochowany w grobowcu rodzinnym na cmentarzu Powązkowskim w Warszawie (kwatera 196-3-4).

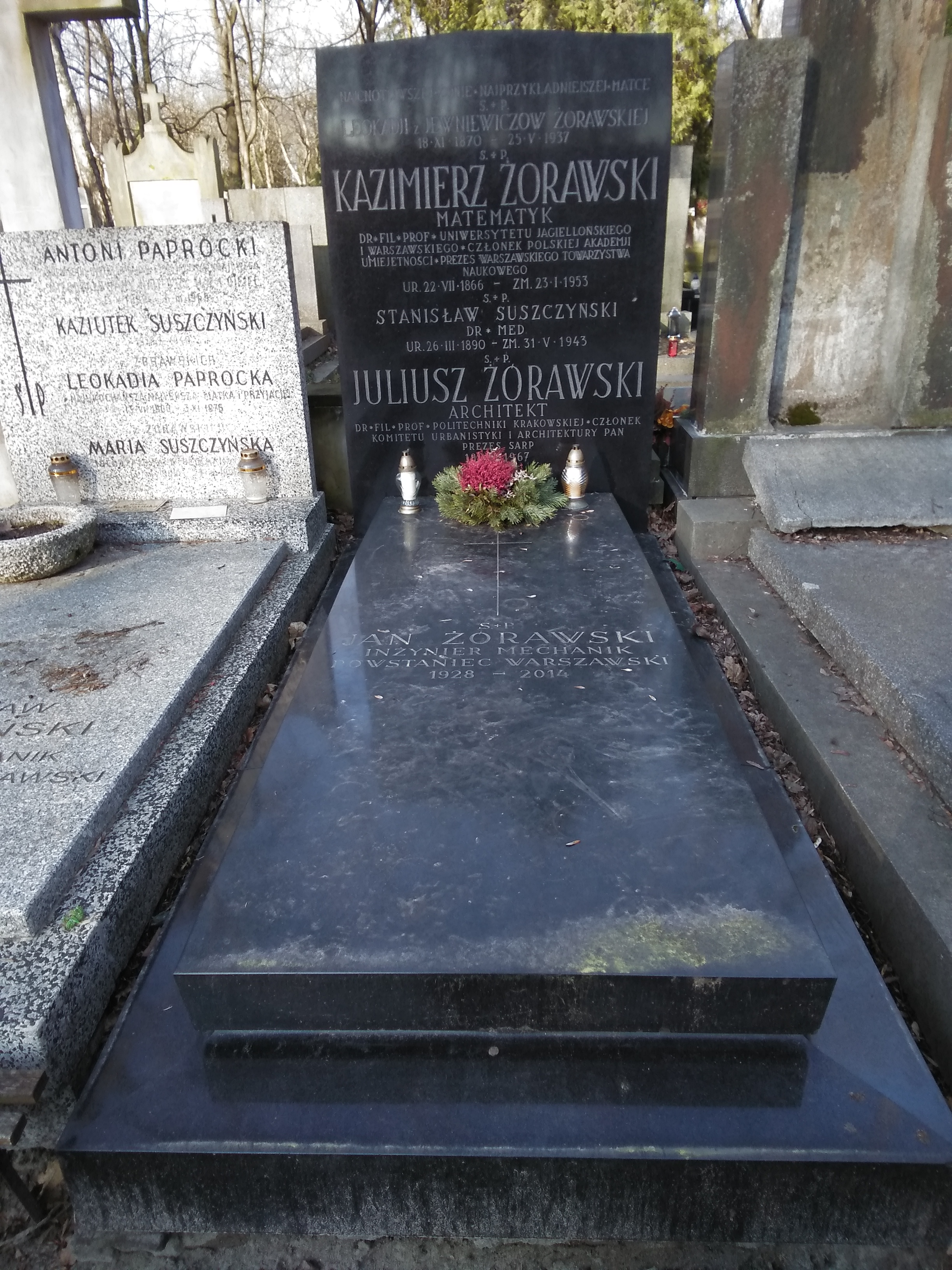
Grób rodzinny Juliusza Żórawskiego i jego ojca Kazimierza

## Rodzina
Był mężem Leokadii z Jewniewiczów (1870–1937), z którą miał syna Juliusza – architekta przedwojennej Warszawy, oraz dwie córki: Leokadię i Marię. Był dziadkiem Andrzeja Żórawskiego – konstruktora, współautora m.in. katowickiego Spodka, Hali Oliwii w Gdańsku.

## Ordery i odznaczenia
- Krzyż Komandorski Orderu Odrodzenia Polski (7 listopada 1925)[4]
- Złoty Krzyż Zasługi (11 listopada 1936)[5]